# Красная книга Ивановской области
Красная книга Ивановской области — официальный документ, содержащий аннотированный список редких и находящихся под угрозой исчезновения животных, растений и грибов Ивановской области, сведения о их состоянии и распространении, а также необходимых мерах охраны. Издание учреждено в 2006 году в соответствии с Постановлением Правительства Ивановской области от 7 сентября 2006 года. Первое издание вышло в 2007 году (Животные) и 2010 (Растения и грибы), а второе — в 2017 (Животные) и 2020 (Растения и грибы) годах.

## Издание

### Том первый. Животные
Во 2-е издание первого тома Красной книги Ивановской области, вышедшее в 2017 году, занесено 195 видов животных, в том числе 97 видов Беспозвоночных (2 вида брюхоногих моллюсков и 95 видов насекомых) и 98 видов Позвоночных (2 вида миног, 12 видов лучепёрых рыб, 2 вида земноводных, 2 вида пресмыкающихся, 72 вида птиц, 8 видов млекопитающих).
В первое издание Красной книги Ивановской области, вышедшее в 2007 году, были включены 192 вида животных, в том числе 93 вида насекомых, 2 вида моллюсков, 2 вида круглоротых рыб, 12 видов костных рыб, 2 — земноводных, 2 — пресмыкающихся, 72 — птиц и 7 видов млекопитающих.

### Том второй. Растения и грибы
Во 2-е издание второго тома Красной книги Ивановской области, вышедшее в 2020 году, занесено всего 191 вид, в том числе
161 вид сосудистых растений, 22 вида мохообразных, 1 вид водорослей и 17 видов грибов. В первое издание второго тома Красной книги Ивановской области, вышедшее в 2010 году, были включены всего 156 видов, в том числе 149 видов сосудистых растений и 7 видов грибов.
В 2017 году перечень видов был обновлён.